# Joseph-Sylvain-Marius Fabrègues
Joseph-Sylvain-Marius Fabrègues (chinesisch 富成功, * 26. November 1872 in Montpellier, Dritte Französische Republik; † 24. November 1928 in der Transsibirische Eisenbahn, Nowosibirsk, Sowjetunion) war ein französischer Geistlicher.

## Leben
Fabrègues lege am 13. Juni 1894 seine Profess bei den Lazaristen ab. Am 30. Mai 1896 weihte Géraud Bray ihn im Mutterhaus der Lazaristen in Paris zum Priester. Papst Pius X. errichtete am 14. Februar 1910 das Apostolische Vikariat Zentral Chi-Li. Am 22. Februar 1910 ernannte der Papst ihn zum Titularbischof von Alalis und ersten Apostolischen Vikar von Zentral Chi-Li. Stanislas-François Jarlin CM, Apostolischer Vikar von Nord Chi-Li, weihte ihn am 22. Mai 1910 in Baoding zum Bischof. Mitkonsekratoren waren Jules-Auguste Coqset CM, Apostolischer Vikar von Südwest Chi-Li, und Ernest Frans Geurts CM, Apostolischer Vikar von Ost Chi-Li. Papst Pius XI. ernannte ihn am 12. Juni 1923 zum Koadjutor-Apostolischen Vikar von Nord Chi-Li, ein Amt, das am 3. Dezember 1924 zum Apostolischen Vikar von Nord Chi-Li umbenannt wurde.